# Ariadna ruwenzorica
Espèce
Ariadna ruwenzorica est une espèce d'araignées aranéomorphes de la famille des Segestriidae.

## Distribution
Cette espèce se rencontre en Afrique centrale.

## Étymologie
Son nom d'espèce lui a été donné en référence au lieu de sa découverte, le Ruwenzori.

## Publication originale
- Strand, 1913 : Arachnida. I. Wissenschaftliche Ergebnisse der Deutsche Zentral-Afrika Expedition 1907-1908. Leipzig, vol. 4, p. 325-474 (texte intégral).